# Aḥmad Grāñ b. Ibrāhīm
Ahmad ibn Ibrahim, detto al-Ghazi, ovvero "Il Conquistatore" (Zeila, 1506 – Zanterà, 21 febbraio 1543), è stato un militare somalo.
Imam Aḥmad (lingua somala: Axmad Ibraahim al-Gaasi, lingua hararina: አሕመድ ኢቢን ኢብራሂም አል ጋዚ, lingua afar: Acmad Ibni Ibrahim Al-Gaazi), è noto soprattutto per la sua invasione dell'Abissinia che portò alla sconfitta di diversi negus etiopi, attuata mentre era alla guida delle truppe del Sultanato di Adal.
Con un esercito costituito in buona parte da Somali, Harla, Afar, Arabi e Turchi ottomani, l'imam Aḥmad  - soprannominato Gurei in somalo, "Gura" in afar e Grañ in amarico (ግራኝ Graññ), tutti col medesimo significato di "Mancino" - avviò una guerra di conquista che portò tre quarti dell'Abissinia (oggi Etiopia) sotto il potere del Sultanato islamico di Adal, nel corso della guerra di Abissinia-Adal, svoltasi tra il 1529 e il 1543.
La guerra si concluse nel 1543 con la sconfitta e la morte in battaglia del condottiero musulmano.
Aḥmad Ibn Ibrahim è per lo più indicato come etnico somalo ma alcuni storici contestano la sua etnia, sostenendo che Ahmad fosse hararino o arabo etiope.

## Operazioni militari

### Conquista dell'Abissinia
In risposta a un'aggressione dell'anno precedente su Adal compiuta dal generale abissino Degalhan, Aḥmad Grāñ invase l'Abissinia nel 1529, forte degli archibugi acquistati dagli Ottomani, che seminarono il panico tra le truppe nemiche. Aḥmad Grāñ poteva contare, secondo il testo del Futūḥ al-Ḥabashā (La conquista dell'Abissinia), sul fondamentale apporto delle cabile somale, tra cui innanzi tutti figuravano, sempre secondo il Futūḥ al-Ḥabashā, gli Habar Makadi/Makadur del Gadabursi; gli Issa e altre sotto-cabile; Marehan e altre sotto-cabile Darod.
La campagna militare di Aḥmad Grāñ in Abissinia, lo portò, il 28 ottobre del 1531, a infliggere una pesante sconfitta alle forze del negus Lebna Denghèl (Davide II) nella battaglia di Amba Sel. L'esercito musulmano marciò quindi verso nord per saccheggiare il monastero isolano sul lago Haic e le chiese rupestri di Lalibela. Quando l'imam Aḥmad Grāñ penetrò nella provincia del Tigrè, sconfisse un nuovo esercito abissino e raggiunse subito dopo Axum, distruggendovi la chiesa di Nostra Signora Maria di Sion, in cui gli Imperatori abissini erano stati incoronati per lunghi secoli.
Gli abissini furono costretti a chiedere aiuto ai portoghesi, i quali sbarcarono nel porto di Massaua il 10 febbraio 1541, durante il regno dell'imperatore Claudio. Le forze, guidate dall'ammiraglio Estêvão da Gama, che ne cedette il comando della spedizione al fratello Cristoforo, comprendevano 400 archibugieri (fra i quali Miguel de Castanhoso, che fu il cronista della vicenda) così come un certo numero di artigiani e di altri non combattenti. Da Gama e l'imam Ahmad si scontrarono il 1º aprile 1542 a Jarte, che Trimingham identificò come Anasa, tra l'Amba Alagi e il lago Ascianghi. Qui i portoghesi ebbero il loro primo assaggio di Ahmad, come riportato dal Castanhoso:
Il 4 aprile, dopo che i due eserciti sconosciuti si scambiavano messaggi, osservandosi l'un l'altro per un paio di giorni, Da Gama organizzò le proprie truppe in un quadrato di fanteria marciando contro le linee dell'Imam, respingendo successive ondate di attacchi musulmani con cannoni e archibugi. La battaglia terminò quando l'imam Ahmad fu ferito ad una gamba da un colpo fortuito; vedendo le sue insegne segnalare la ritirata, i portoghesi e i loro alleati abissini si gettarono sui musulmani in rotta, che subirono perdite ma riuscirono a ricompattarsi vicino al fiume sul lato più distante.
Nel corso dei giorni seguenti, le forze dell'imam Ahmad furono rinforzate dall'arrivo di truppe fresche. Comprendendo la necessità di agire rapidamente, Da Gama, il 16 aprile ancora una volta formò un quadrato che guidò contro il campo dell'imam Ahmad. Sebbene i musulmani combattessero con più determinazione — tanto che due settimane prima la loro cavalleria quasi ruppe il quadrato portoghese — l'opportuna esplosione di alcune polveri traumatizzò i cavalli del lato dell'Imam, e il suo esercito fuggì in disordine. Castanhoso lamenta che "la vittoria sarebbe stata completa quel giorno se solo avessimo avuto un centinaio di cavalli per finirla: il re sarebbe stato preso su un letto, caricato sulle spalle degli uomini, accompagnati dai cavalieri, e fuggiti in disordine."
Rinforzato dall'arrivo del bahr negasc' Isaac (o anche Ieshàc, «signore del litorale»; o «signore del mare»), Da Gama marciò verso Sud inseguendo le forze dell'imam Ahmad, venendo a contatto visivo con lui dieci giorni più tardi. Tuttavia, l'arrivo della stagione delle piogge prevenne Da Gama dall'ingaggiare Ahmad una terza volta. Su consiglio della regina Sabla Vanghel (o anche Vangel e Wengel nelle trascrizioni anglofone), Da Gama si accampò a Uoflà vicino al lago Ascianghi per svernare, ancora in vista del suo avversario, mentre l'imam impiantò il suo accampamento invernale sui monti Zobùl (Zàbel, Zabel, Zobel, Zobil).
Sapendo che la vittoria dipendeva dal numero di armi da fuoco di cui un esercito fosse stato in possesso, l'Imam chiese aiuto ai suoi alleati musulmani. Secondo il cosiddetto patriarca dom João Bermudes (o Giovanni Bermudez), l'imam Ahmad ricevette 2000 archibugieri dall'Arabia, 900 picchieri e artiglieria dagli Ottomani come forma di assistenza. Nel frattempo, a causa delle perdite e di alti fattori, le forze di Da Gama si ridussero a 300 archibugieri. Dopo la fine delle piogge, l'imam Ahmad attaccò il campo dei portoghesi subendo il peso di numerose perdite contro soli 140 soldati del Da Gama. Il Da Gama stesso, gravemente ferito, fu catturato con una decina di suoi uomini e, dopo aver rifiutato l'offerta di avere salva la vita se si fosse convertito all'Islam, fu decapitato.
I sopravvissuti e l'imperatore Claudio furono in grado di unire le forze e, attingendo alle forniture portoghesi di archibugi, attaccarono Ahmad il 21 febbraio 1543 nella battaglia di Zanterà (non lontano dal lago Tana), dove, sebbene con 9.000 soldati fossero di gran lunga in inferiorità numerica nei confronti del nemico, riuscirono ad avere la meglio sconfiggendo i 15.000 uomini agli ordini di Grāñ. Questi stesso fu ucciso da Pedro León un archibugiere portoghese, attendente di Da Gama, che fu a sua volta ucciso nel vendicare il condottiero portoghese.
Sua moglie, Bati Del Uambara (che significa «la vittoria è il suo trono») riuscì a fuggire dal campo di battaglia coi soldati turchi rimasti, guadagnando la via per tornare ad Harar, dove radunò i seguaci di Grāñ. Intenta a vendicare la morte di suo marito, ne sposò il nipote Nur ibn Mogiahid (Mugiàhid o Nur-ben-Musciaid detto anche «Secondo Conquistatore») a condizione che Nur avesse vendicato la sconfitta dell'imam Ahmad. Nel 1554-55, Nur partì per il jihad, o guerra santa, nel bassopiano abissino orientale di Bale, e di Hadiya. Nel 1559, invase Fatagar, dove combatté contro l'imperatore abissino Claudio, uccidendolo in battaglia. Nur continuò a combattere per 12 anni fino a quando, secondo la leggenda, a Gibe disse "basta!", ritornando a Harar.

### In lingua italiana
- Miguel de Castanhoso, Cesare Nerazzini (a cura di), Storia della spedizione portoghese in Abissinia nel secolo XVI, Nabu Press, 2010. ISBN 9781141229239

### In lingua francese
- Amélie Chekroun, Le «Futuh al-Habasa»: écriture de l'histoire, guerre et société dans le Bar Sa'ad ad-din (Éthiopie, XVI siècle). Tesi di Storia sotto la direzione di Bertrand Hirsch, Parigi, Université Paris I, 2013, 482 pp. online=https://tel.archives-ouvertes.fr/tel-01134623

### In lingua inglese
- Richard Pankhurst, The Ethiopian Royal Chronicles, Addis Ababa, Oxford University Press, 1967 (trad. parziale del Futūḥ al-Ḥabaša)
- Paul Lester Stenhouse, trad. del Futūḥ al-Ḥabaša, Tsehai, 2003 (ISBN 978-0-9723172-5-2).
- R.S. Whiteway, The Portuguese Expedition to Abyssinia in 1541-1543, 1902 (Nendeln, Liechtenstein: Kraus Reprint Limited, 1967).